# Tamarells del Sud
Tamarells del Sud és una platja de la costa nord-est del municipi de Maó (Menorca). És una platja verge i el seu accés és exclusivament marítim o per a vianants. Ésta ubicada dins del territori protegit del Parc Natural de s'Albufera des Grau.
La platja conté un jaciment paleontològic inventoritzat com a patrimoni immoble. S'hi troben sediments marins de grand fondària, formats per alternàncies de gres de gra gros i microconglomeràtics quarsosos. Les faunes fòssils són escasses. S'hi han trobat entre d'altres traces de gasteròpods (Nereites delpey, Lophoctenium culmi, Dictyodora liebeana i Artrophycus minoricensis) a més d'un goniatítid i unes tiges de Balearocrinus breimeri datant del Carbonífer inferior.